# Canarium australasicum
Canarium australasicum là một loài thực vật có hoa trong họ Burseraceae. Loài này được (F.M.Bailey) Leenh. mô tả khoa học đầu tiên năm 1952.